# Pierre Mendès France
Pierre Mendès France (Párizs, 1907. január 11. – Párizs, 1982. október 18.) francia jogász, politikus, a Negyedik Francia Köztársaság 15. miniszterelnöke.

## Pályafutása
Portugáliai szefárd családban született, ősei a 17. század közepén érkeztek Franciaországba.
Vonzotta a pedagóguspálya, de végül jogi diplomát szerzett és a Párizsi Politikai Tanulmányok Intézetének elődjében tanult. A gazdasági és pénzügyi kérdések érdekelték. Az 1928-ban írt doktori disszertációjának témája Raymond Poincaré pénzügyi politikája a frank megerősítése érdekében.
1924-ben Édouard Herriot hatására belépett a Radikális Pártba. 1928-ban csatlakozott a szabadkőműves páholyhoz. 1929-ben Louviers-ben nyitott ügyvédi irodát. 1932-ben Eure megye parlamenti képviselőjévé, 1935-ben Louviers polgármesterévé választották.
Egyedül ő szavazott a berlini olimpián való francia részvétel ellen.
Támogatta a népfrontkormányt annak ellenére, hogy nem értett egyet pénzügyi politikájával. Csalódott, mert Franciaország nem avatkozott be a spanyol polgárháborúba. 1938–ban, Léon Blum második kormányában államtitkár helyettesi posztot töltött be.
1939-ben tartalékos hadnagyként a Közel-Keletre vezényelték a légierőhöz, és légi figyelőnek képezték ki. 1940-ben Párizsban tartózkodott, és kérte áthelyezését a frontra, hogy részt vehessen a harcokban. Mivel erre nem kapott engedélyt, a Massilia fedélzetén Marokkóba hajózott. Casablancában letartóztatták és Clermont-Ferrand-ba vitték. A Vichy-kormány dezertálással vádolta és 1941-ben hat év börtönre ítélték annak ellenére, hogy felettesei valamennyien mellette tanúskodtak. Megszökött a börtönből, néhány hónapig bujkált, és 1942-ben sikerült Londonba mennie Charles de Gaulle-hoz. A Szabad Francia Légierő Lorraine elnevezésű bombázó egységének kapitányaként három erőművet bombáztak Chevilly-Larue-ben, amelyek Párizst, külvárosait és Bordeaux egy részét látták el árammal. 1943–45-ben de Gaulle a Nemzeti Felszabadítás Francia Bizottságának pénzügyekért felelős megbízottjává nevezte ki.
1944-ben részt vett a Bretton Woods-i konferencián, ahol a Nemzetközi Újjáépítési Bank felállításáról döntöttek. Az ideiglenes kormány nemzetgazdasági minisztere, és drasztikus intézkedéseket tervezett Franciaország gazdaságának talpra állítása és fellendítése érdekében. Tervét ellenezte de Gaulle, ezért Mendès lemondott és Eure megye tanácsának tagjaként működött tovább. 1948-ban a Nemzetközi Valutaalap kormányzótanácsának elnöke.
René Coty köztársasági elnök kormányalakításra kérte fel 1954-ben. Hivatali ideje alatt kötött Franciaország békét Vietnámmal a vesztes Điện Biên Phủ-i csata után. Kormánya készítette elő Tunézia és Marokkó függetlenségét. Mendès reformjavaslatokat tett Francia Algéria további sorsára vonatkozóan, amelyeket a nemzetgyűlés elutasított, ezért lemondott.
1956-ban tárca nélküli államminiszter néhány hónapig Guy Mollet kormányában, de az algériai politika miatt megvált hivatalától. 1952-ben a francia állami számvevőszék elnökévé nevezték ki, nyolc évig töltötte be ezt a posztot. 1958 júliusában nem támogatta de Gaulle miniszterelnöki kinevezését.
Élete utolsó éveit a közel-keleti béke megteremtésének szentelte. Haladó szellemű izraeliek és palesztinok között szervezett párbeszédet titkos találkozókon. 1977-ben találkozott Anvar Szadattal és Menáhém Begínnel Jeruzsálemben.
Szívinfarktusban halt meg, íróasztala mellett ülve érte a halál.

## Kapcsolódó szócikk
- Franciaország miniszterelnökeinek listája